# Lochnesská nestvůra

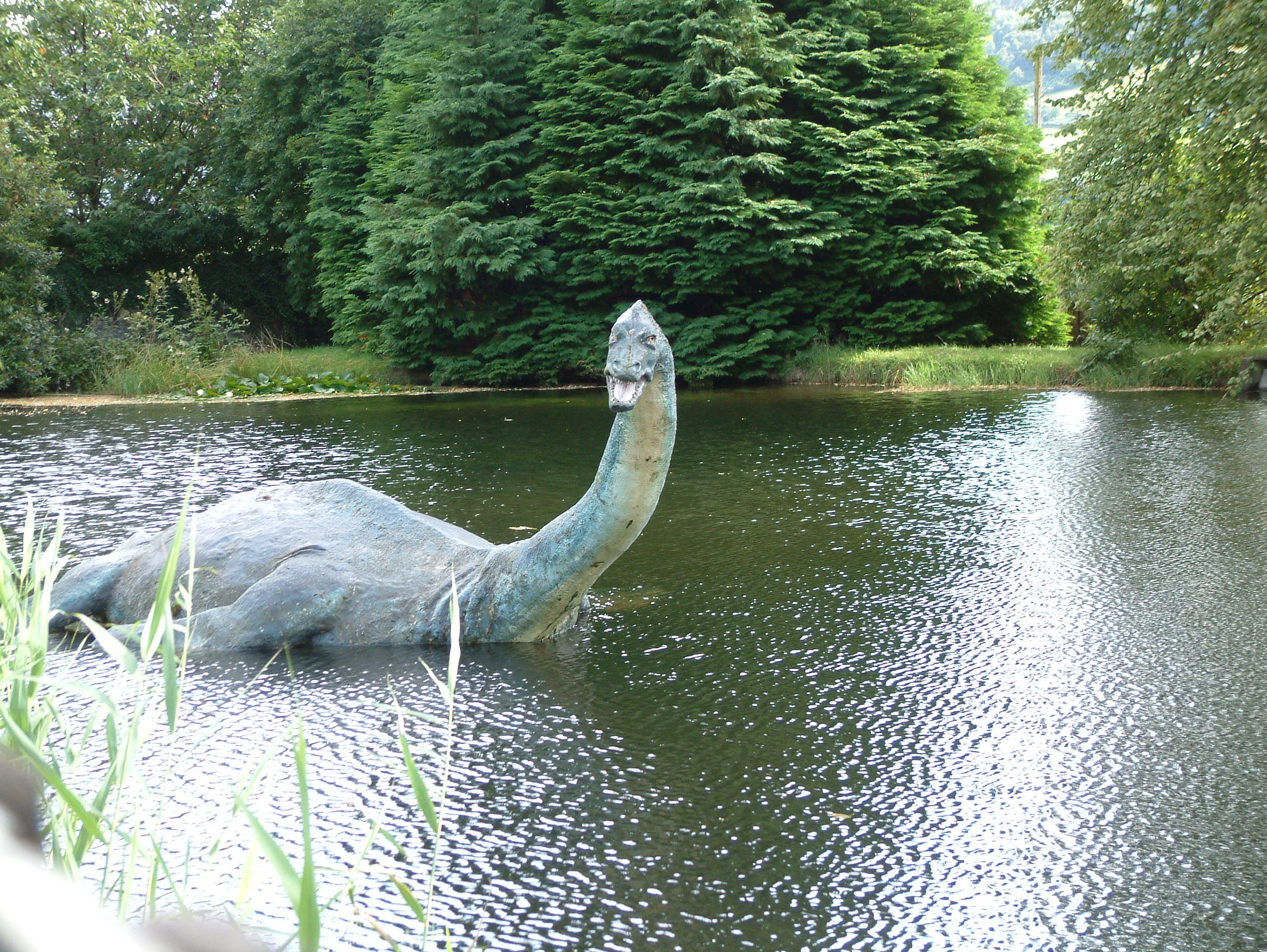
Údajná podoba Lochnesky

Lochnesská nestvůra (také Lochnesská příšera, zkráceně Lochneska nebo Nessie) je kryptid, který se údajně vyskytuje ve skotském jezeře Loch Ness. Podle hlášení pozorovatelů by měl být živočich 15–20 metrů dlouhý asi s třímetrovým krkem a výrůstkem v podobě rohu na hlavě. Někteří pozorovatelé uvádějí také dlouhé tmavé chlupy (žíně) na částech těla. O jeho výskytu se vedou dlouhodobé spory, stejně jako o přesném druhovém zařazení. Jisté však je, že jde o jeden z nejčastěji zkoumaných druhů záhadných netvorů.

## Jméno
Místní obyvatele tento druh většinou nenazývají jinak než Nessie nebo Ness, popřípadě Niseag (skotská gaelština). Ve vědeckém světě má jméno vytvořené Sirem Peterem Scottem Nessiteras rhombopteryx, což je název vzešlý z řečtiny a má znamenat Nesský div s ploutvemi tvaru kosočtverce. Jedná se o přesmyčku pro Monster hoax by Sir Peter S. (Monstrózní žert Sira Petera S) – Sir Peter tohoto tvora pojmenoval proto, aby jej včlenil do britské fauny, čímž mu zajistil ochranu, neboť mytické, nepojmenované a nedefinované zvíře není možno ve Velké Británii chránit zákonem; a zároveň si nechal „otevřená zadní vrátka“ , neboť z vědeckého hlediska je popis na základě pouhé fotografie ploutve předčasný. (Mareš, 1997)

## Historie
Pověsti o životě Ness a jiných vodních živočichů v tomto highlandském jezeře jsou známé již několik staletí. Vůbec nejstarší dochovaná zmínka pochází ze 6. století z díla o sv. Kolumbovi. Ten měl v roce 565 zachránit jednoho z Piktů, který byl napaden příšerou – a to kdesi u řeky Ness, tedy nikoli u jezera.
Velkou vlnu zájmu o Lochnesku rozpoutal v roce 1871 článek D. Mackenzieho a od 80. let 19. století po 30. léta 20. století byly hlášeny stovky pozorování jezerního živočicha. Patrně nejtěsnější kontakt s živočichem byl ohlášen v roce 1933, když manželé projíždějící autem po pobřeží jezera museli zastavit, protože přes cestu se plazilo tmavé, tlusté tělo a nakonec zmizelo ve vodě. I v dalších letech 20. století byla Lochneska několikrát nafilmována a fotografována (známá fotografie gynekologa R. K. Wilsona, otištěná v roce 1934 v Daily Mailu, byla podvrhem, jak dosvědčil před smrtí začátkem 90. let jeho přítel Ch. Spurling, jenž byl výrobcem nafocené hračky ze dřeva a plastu), ale žádný získaný dokument není natolik přesvědčivý, aby ho bylo možno uznat za bezesporný důkaz existence živočicha.
Od 60. let 20. století byla podniknuta řada pokusů o zachycení stopy živočicha různými fyzikálními přístroji. Pomocí sonaru byl důkladně prohledáván celý povrch jezerního dna. Na břehy jezera byly umístěny filmové kamery s nočním viděním, které byly automaticky spouštěny pohybem v zorném poli objektivu. Japonská expedice prohledávala vody jezera za pomoci miniponorky. Patrně největší akcí byl prakticky dvouletý monitoring jezera týmem televize BBC, pořádaný v letech 2002–2003. Žádný z těchto přístrojů však nepřinesl jasný důkaz existence Lochnesky.
V srpnu 2023 bylo provedeno největší pátrání po příšeře za posledních 50 let, které přineslo několik zpráv o možných pozorováních, ale nic průkazného.

## Pokusy o vysvětlení
- Patrně nejčastěji uváděná teorie, která předpokládá, že živočich skutečně existuje, tvrdí, že jde o přežívající druh nějakého druhohorního plaza, patrně plesiosaura.[2] Výskyt těchto druhohorních plazů byl prý potvrzen i ve sladkovodním prostředí a bylo by teoreticky možné, že v izolovaném skotském jezeře by mohli přežívat dodnes. Jezero je poměrně velké a hluboké (délka 38 km, šířka 3 km, hloubka až 230 m), je spojeno i s dalšími menšími jezery a nelze proto se stoprocentní jistotou vyloučit, že by i tak velký živočich mohl dlouhodobě unikat pokusům o ulovení. Vzhledem ke zmíněnému masovému nasazení špičkové techniky s negativním výsledkem je to však velmi nepravděpodobné.

- Řada dalších vysvětlení vychází spíše z chyb pozorovatelů a uvádí jako možný zdroj pozorovaných jevů například hejna ryb nebo koberce vodních řas na hladině. Mohlo by se prý také jednat o tuleně, kteří se nějakým způsobem dostali do jezerních vod. Jiné vysvětlení říká, že by mohlo jít o potopený strom, který se díky rozkladným procesům náhle vynoří na hladinu.

- S další teorií přišel italský geolog Luigi Piccardi, který tvrdí, že za podivnými úkazy připisovanými nestvůře je seizmická činnost. Jezero totiž leží na dodnes velmi činném geologickém zlomu Great Glen. Tato teorie by však vysvětlovala jen případy náhlého vzedmutí hladiny a podivné zvuky. Na stranu zastánců příšery se v tomto případě postavil i britský geolog Roger Musson, který poukazuje na rozdílné časové údaje seizmické činnosti zlomu a hlášenými pozorováními.

### Česky
- slovník cizích slov
- povídání o Lochnesce
- informace o Lochnesce a jezeru
- komentář kryptozoologa Jaroslava Mareše Archivováno 2. 11. 2007 na Wayback Machine.
- TV DIVE Loch Ness, Skotsko 1977 - EXPEDICE  Archivováno 4. 3. 2016 na Wayback Machine.

### Anglicky
- The Legend Of Nessie
- Loch Ness Project Research edited by Adrian Shine
- Information from the Global Lake Monster Database
- List of Nessie sightings
- BBC 'proves' Nessie does not exist
- Loch Ness Discovery Centre, Edinburgh
- Smithsonian Institution
- Skepdic
- Museum of Hoaxes
- Nessie & Loch Ness links
- The Beast of Loch Ness
- Estimates of the amount of fish in Loch Ness Archivováno 28. 2. 2007 na Wayback Machine.